# Gorilla Jones
William Jones, meglio conosciuto come Gorilla Jones (Memphis, 12 maggio 1906 – 4 gennaio 1982), è stato un pugile statunitense.
La International Boxing Hall of Fame lo ha riconosciuto fra i più grandi pugili di ogni tempo.

## Gli inizi
Pugile afroamericano, divenne professionista dal 1924.

## La carriera
Divenne campione del mondo dei pesi medi nel 1932, conquistando il titolo, allora vacante, contro l'italiano Oddone Piazza.
Più tardi, nello stesso anno, Jones perse il titolo a Parigi contro il francese Marcel Thil per squalifica all'11º round.
Combatté di nuovo per il titolo mondiale dei medi verso la fine della carriera, durante la quale non fu mai sconfitto per KO, nel 1937, ma fu battuto ai punti dal detentore, Freddie Steele (pugile).

## Vita dopo la boxe
Visse in California, dove allenò vari campioni e lavorò come autista e guardia del corpo per Mae West.